# パーニープーリー

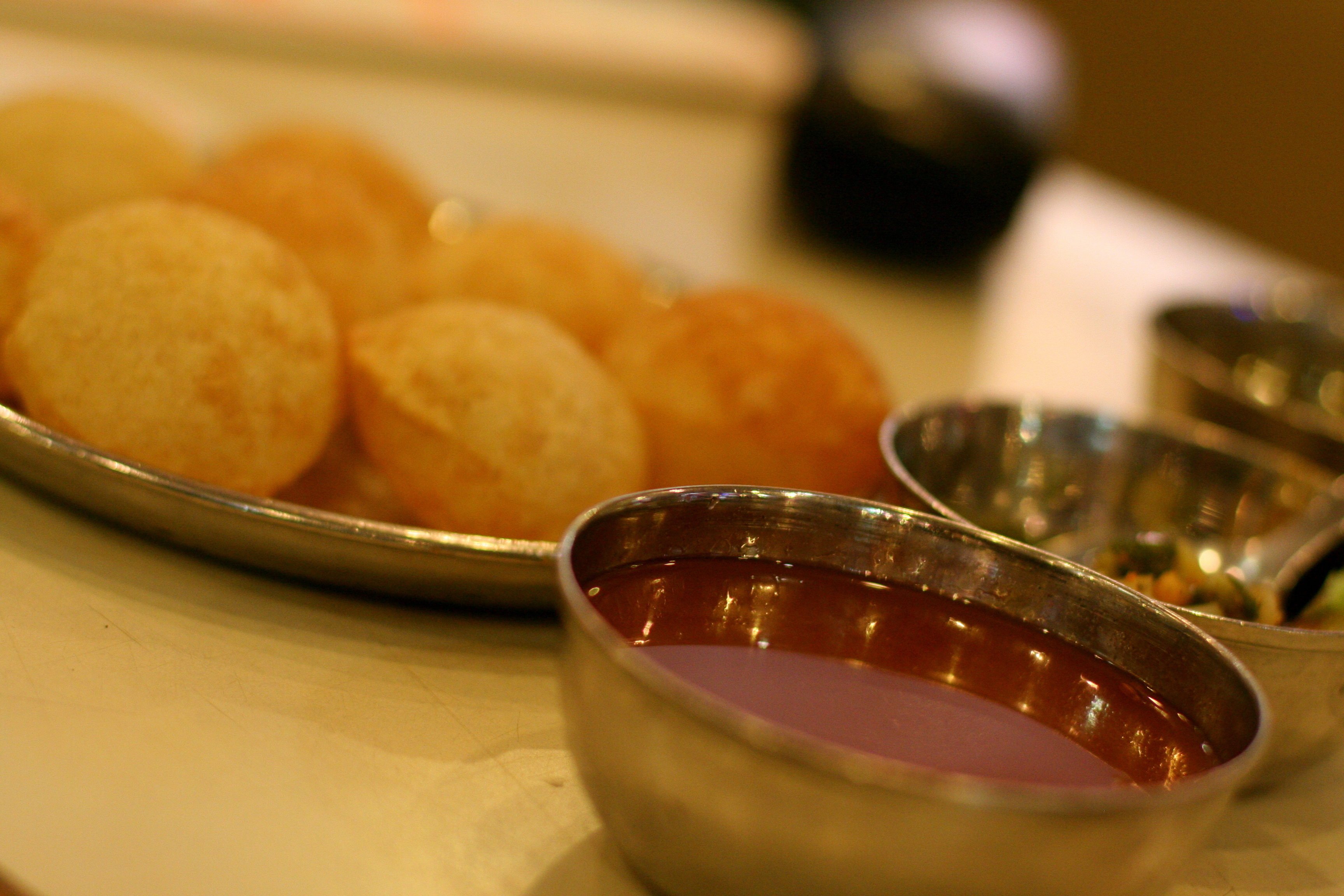
パーニープーリー

パーニープーリー（ヒンディー語: पानीपूरी，英語: panipuri）とは、インドの定番おやつ（主にストリートスナック）として有名な、小ぶりの揚げ菓子である。
日本では原語の長音を表記せず、「パニプリ」と書かれることが多い。

## 食べ方

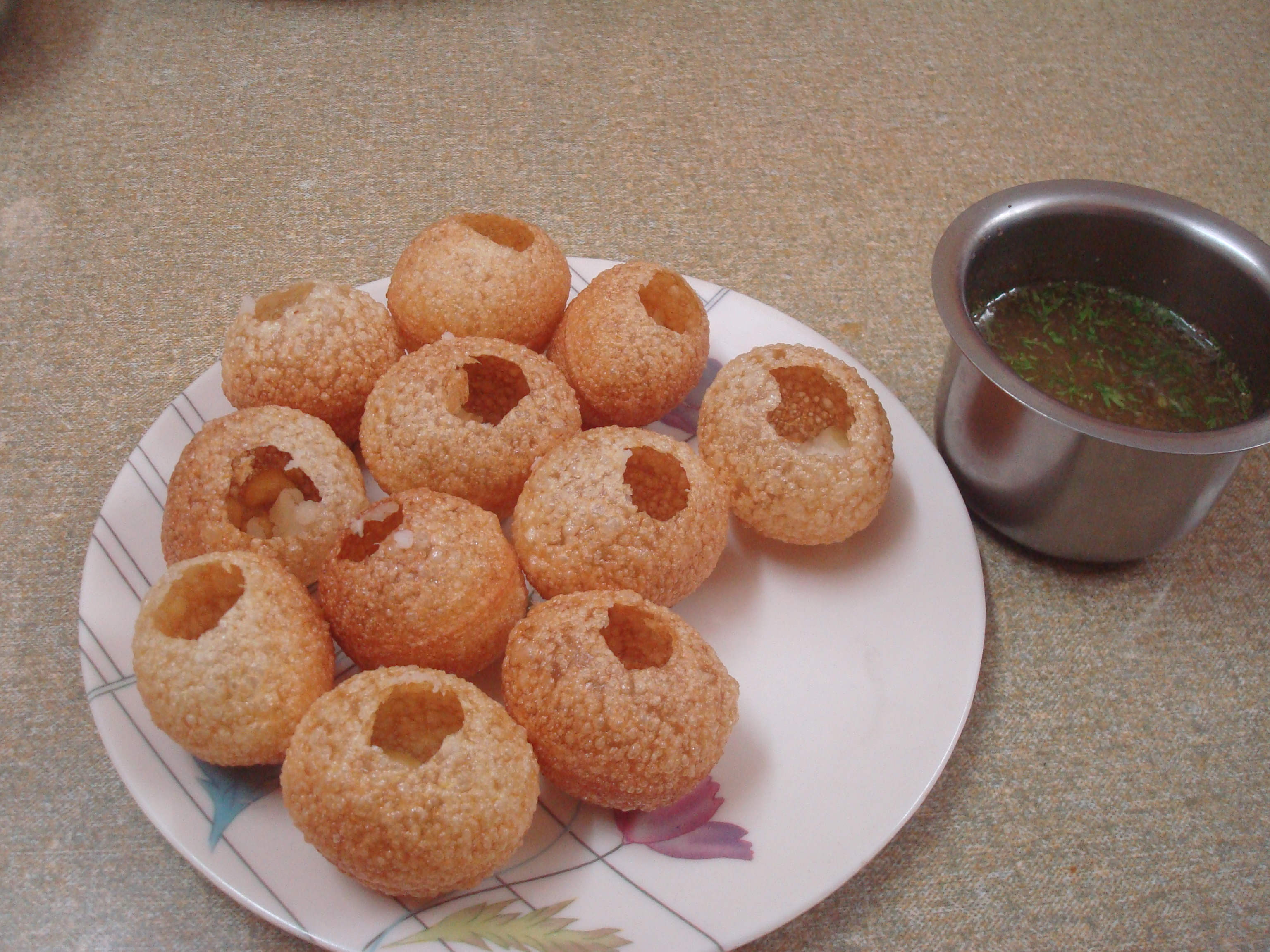
パニプリ。穴につゆを注ぐ。

小麦粉の生地を、中身が空洞の小さな一口サイズの球状（ゴルフボールとピンポン玉の中間位）になるように油で揚げ、丸くカリカリに揚げあがったもの（プーリー）に上の方だけ穴をあけて作り溜めておき、水とタマリンドやチリパウダー、チャートマサラ（チャート用の酸っぱい混合調味料）などを混ぜた汁（パーニー）を食べる直前にプーリーの中に入れて食べる。
プーリーにはアーター（全粒粉）とスージー（セモリナ粉）の二種類の生地があり、パーニーにも甘酸っぱいのと辛めの二種類がある。またプーリーのなかに香辛料の入ったジャガイモ、タマネギ、ヒヨコマメなどの具材をトッピングする場合もあり、これらの組み合わせによって味や食感の変化が楽しめる。
もっぱら街中の屋台にて（最近ではカフェなどでも）食されるスナックである。主に5個程度のセットで供され、とくに屋台では客が一つ食べるごとに次のプーリーにパーニーが注がれ、わんこそばのような要領で一つずつ皿に追加して供される。

## 名称

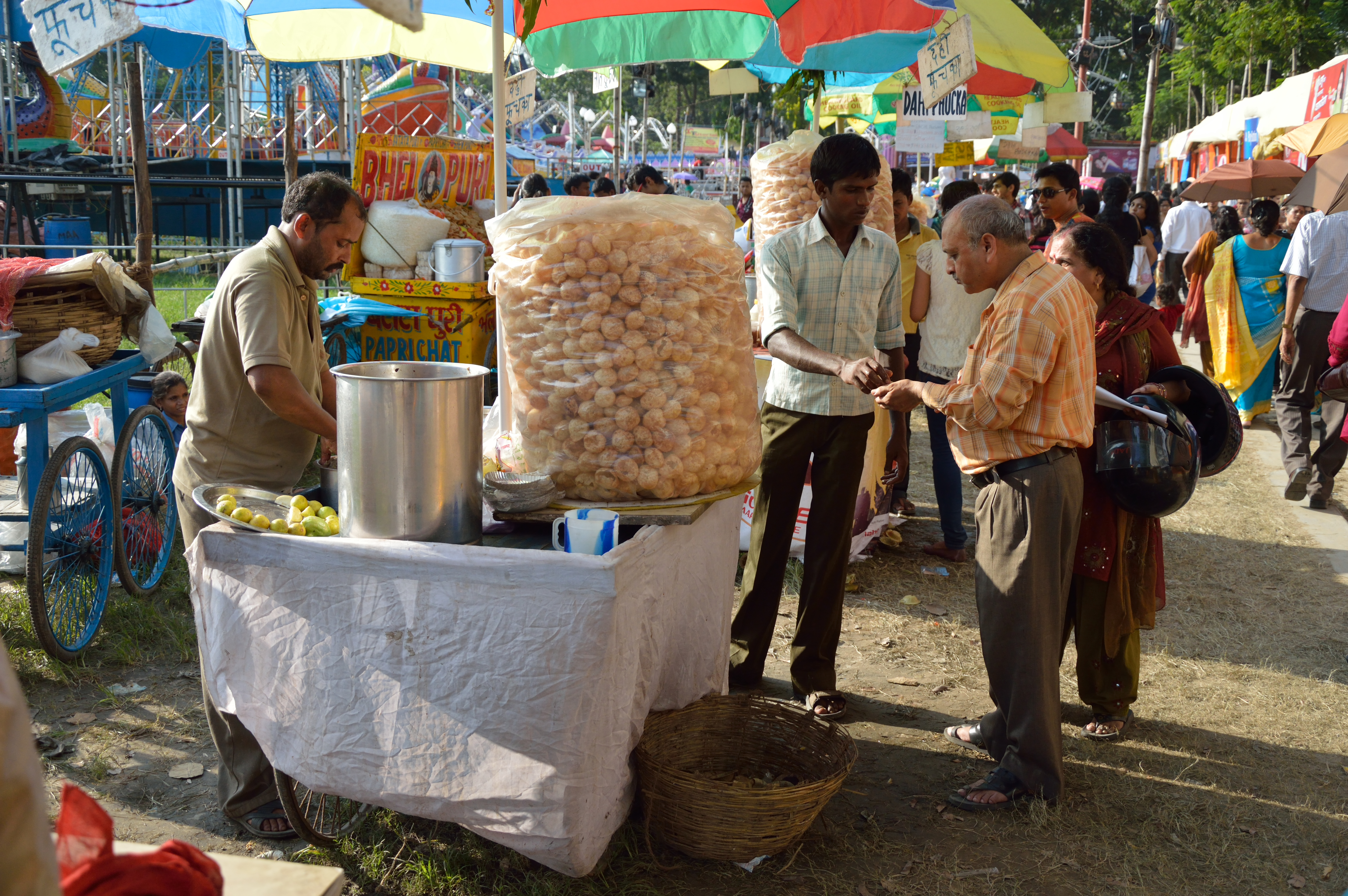
インド、コルカタのパニプリ屋台

「パーニープーリー」という名称は、上述の＜揚げ菓子本体＞＋＜汁＞の組み合わせからきており、主にインド西部（マラーティー語: पाणीपुरी，グジャラート語: પાણી પુરી pāṇīpurī）で用いられる。
そのほか、インド北部では「ゴールガッパー」（ヒンディー語: गोल गप्पा，ウルドゥー語: گول گپہ，パンジャーブ語: ਗੋਲ ਗੱਪਾ，英語: gol gappa）として知られている。この名称は、＜丸い球状（ゴール）＞＋＜一口でかぶりつく（ガッパー）食べ方＞に由来する。
インド東部のビハール州、ジャールカンド州、西ベンガル州や隣国バングラデシュでは、口の中で弾ける音にちなみ「プチュカ」（ベンガル語: ফুচকা）と呼ばれている。また、同じくインド東部のオリッサ州・ジャールカンド州南部、ビハール州、チャッティースガル州では「グプチュプ」（gup chup）とも呼ばれている。
インドのほとんど地域ではパーニープーリーの汁として、イムリー（タマリンド）、ニンブー（ライム）、プディーナー（ミント）、カジュール（ナツメヤシ）などを素材とした様々な味のものが作られているが、地域ごとに味の好みが分かれる場合も多い。
インド東部のオリッサ州やジャールカンド州南部では、甘味やミントの爽やか味を全く加えずに食されることが多く、逆に西部のマハーラーシュトラ州では通常スパイスを効かせた味付けがなされ、またトッピングにブーンディ（ベサンの揚げ玉）などが他の具材に加えられる。
インド国内の多くの地域ごとに独自の名称や味付けがある一方で、もっとも有名なのは後述のように起源と目されるウッタル・プラデーシュ州のものであり、揚げたジャガイモが詰められている場合もある。

## 歴史
パーニープーリーの起源は、インドのマガダ地方（現在のビハール州南部）や、それよりもやや西に移動したウッタル・プラデーシュ州東部のワーラーナシーなど諸説ある。
現在のようにインドの全域へと波及した背景には、北インドからの人口移動の増加があるとみられる。
またインド国内のみならず、近隣諸国にも波及している。とくにネパールでは、ボリウッド映画など様々な隣国インドの影響によって最近普及したとみられる。